# Glenn Hunter
Glenn Hunter (New York, 26 settembre 1894 – New York, 30 dicembre 1945) è stato un attore statunitense.

## Biografia
Attore cinematografico e teatrale, negli anni venti Glenn Hunter era un nome noto delle scene di Broadway. Il suo debutto sullo schermo risale al 1921, quando interpretò The Case of Becky, adattamento di una commedia del 1912. Nella sua carriera, Hunter girò 17 film: tra i suoi partner, Mary Astor, Dorothy Gish, Marguerite Courtot, Bessie Love.
Hunter morì di cancro nel 1945 all'età di 51 anni.

## Filmografia
La filmografia - ripresa da IMDb - è completa.
- The Case of Becky, regia di Chester M. Franklin (1921)
- Smilin' Through, regia di Sidney Franklin (1922)
- The Cradle Buster, regia di Frank Tuttle (1922)
- The Country Flapper, regia di F. Richard Jones (1922)
- Second Fiddle, regia di Frank Tuttle (1923)
- Youthful Cheaters, regia di Frank Tuttle (1923)
- Puritan Passions, regia di Frank Tuttle (1923)
- West of the Water Tower, regia di Rollin S. Sturgeon (1924)
- Grit, regia di Frank Tuttle (1924)
- Merton of the Movies, regia di James Cruze (1924)
- The Silent Watcher, regia di Frank Lloyd (1924)
- His Buddy's Wife, regia di Tom Terriss (1925)
- The Pinch Hitter, regia di Joseph Henabery (1925)
- The Little Giant, regia di William Nigh (1926)
- The Broadway Boob, regia di Joseph Henabery (1926)
- The Romance of a Million Dollars, regia di Tom Terriss (1926)
- For Beauty's Sake, regia di Shepard Traube (1941)

## Spettacoli teatrali
- The Age of Reason di Cecil Dorrian (Broadway, 4 ottobre 1915)
- Clarence di Booth Tarkington (Broadway, 20 settembre 1919)
- The Intimate Strangers di Booth Tarkington (Broadway, 7 novembre 1921)
- Merton of the Movies di George S. Kaufman e Marc Connelly (Broadway, 13 novembre 1922)
- Young Woodley di John Van Druten (Broadway, 2 novembre 1925)
- Behold This Dreamer di Fulton Oursler e Aubrey Kennedy (Broadway, 31 ottobre 1927)
- She Stoops to Conquer di Oliver Goldsmith (Broadway, 14 maggio 1928)
- Spring is Here, libretto di Owen Davis (Broadway, 11 marzo 1929)
- Waterloo Bridge di Robert Emmet Sherwood (Broadway, 6 gennaio 1930)
- A Regular Guy di Patrick Kearney (Broadway, 4 giugno 1931)
- The Metropolitan Players (Broadway, 13 dicembre 1932)
- Empress of Destiny di Jessica Lee e Joseph Lee Walsh (Broadway, 9 marzo 1938)
- Journey's End di R. C. Sherriff (Broadway, 18 settembre 1939)